# Desfile do Dia da Vitória em Moscou em 2014

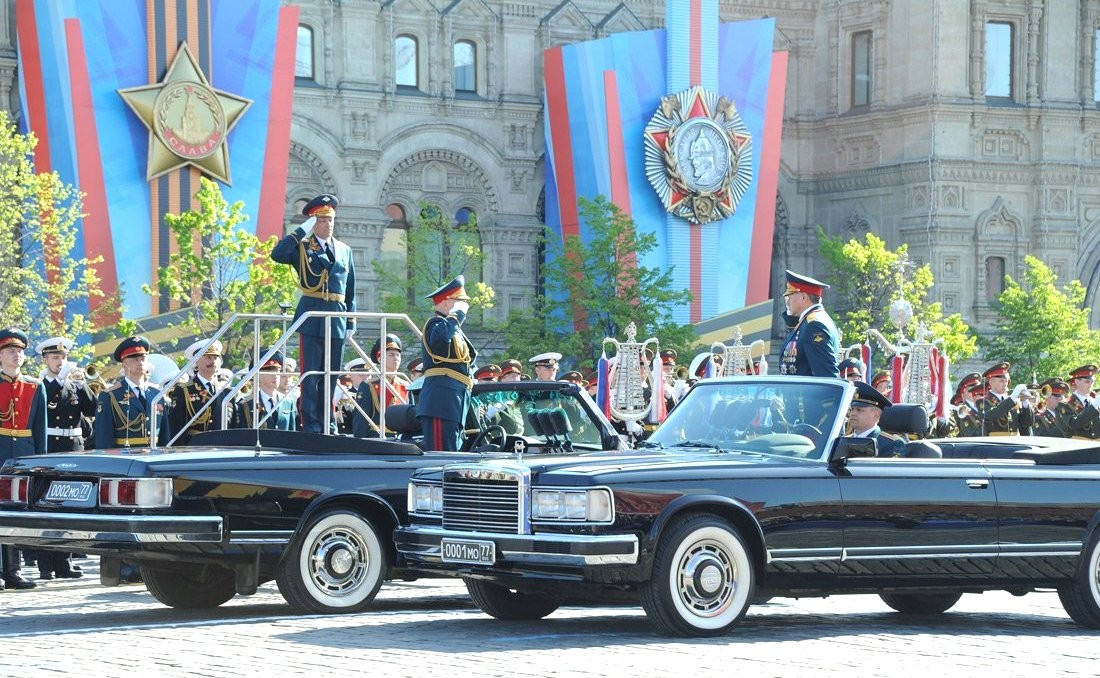
O Coronel general Salyukov reportando ao Ministro da Defesa Shoigu durante o desfile.

O Desfile do Dia da Vitória em Moscou em 2014 foi um desfile militar que ocorreu na Praça Vermelha em Moscou em 9 de maio de 2014 para comemorar o 69º aniversário da vitória soviética sobre a Alemanha Nazista na Grande Guerra Patriótica. O presidente russo, Vladimir Putin, fez seu décimo primeiro discurso de feriado à nação neste dia.

## O desfile
Membros do Esquadrão de Cavalaria Presidencial do Regimento do Kremlin participaram em homenagem as contribuições do Corpo de Cavalaria do Exército Vermelho  Pela primeira vez, cadetes da Escola Militar Suvorov de Tver e do Corpo de Cadetes da Marinha de Kronstadt estiveram participando. A coluna móvel apresentou os sistemas de mísseis de defesa aérea Tor-M2U, os caça-tanques de esteiras 9M123 Khrizantema  e os veículos blindados Typhoon-K  também foram vistos. O desfile de 2013 teve um recorde de 149 veículos militares e 69 aeronaves presentes (incluindo pela primeira vez quatro Yak-130 de um recém-criado grupo de acrobacias aéreas, a chamada formação de 'asa aérea tática' composta por pilotos do Centro de Aviação Estatal de Lipetsk. Também, pela primeira vez, em uma inclusão de última hora para substituir as ausências das equipes de acrobacia aérea Cavaleiros Russos e Strizhi que estavam em Sevastopol, foram incorporados quatro novos Mil Mi-35s) que compuseram a passagem aérea.
O comandante do desfile foi o Vice-Chefe do Estado-Maior General das Forças Armadas Russas, Coronel General Oleg Salyukov. O Ministro da Defesa da Federação Russa, General do Exército Sergei Shoigu, inspecionou o desfile pela segunda vez. 

### Preparativos
Desde novembro/dezembro de 2013, os preparativos para o desfile contaram com expressiva participação em nível de unidade. Práticas individuais foram realizadas em várias instalações militares, envolvendo todas as unidades que iriam participar. Os ensaios em grande escala tiveram início oficial em 31 de março de 2014, no campo de treinamento de Alabino, Oblast de Moscou, com a conclusão formal prevista para abril do mesmo ano, visando à preparação das corridas de prática na Praça Vermelha, em maio. Além disso, também estavam se preparando para o desfile as bandas militares das Forças Armadas e da Guarnição de Moscou, sob a direção do Tenente General Valery Khalilov, que está à frente da Orquestra das Forças Armadas Russas pelo 12º ano consecutivo, juntamente com as unidades e veículos que compõem a coluna móvel. Os treinos das equipes de acrobacias aéreas Cavaleiros Russos e Strizhi que fizeram parte da coluna de sobrevoo começaram em 6 de abril de 2014.  Um primeiro treino geral (sem sobrevoo) foi realizado no campo de Alabino em 7 de abril de 2014, com outro treino concluído no dia 11.
Em 16 de abril de 2014, ocorreu o primeiro ensaio conjunto do desfile no em Alabino, incluindo a coluna de sobrevoo pela primeira vez.  O 1º Esquadrão de Cavalaria do Batalhão de Escolta de Cavalaria Presidencial, Regimento do Kremlin, esteve presente no desfile pela primeira vez em quatro anos. A fase de treinamentos em Moscou teve início em 21 de abril de 2014, com a coluna móvel percorrendo a Rua Tverskaya em seu primeiro ensaio na capital. Em seguida, os primeiros ensaios noturnos aconteceram na Praça Vermelha, onde foram acompanhados por bandas, tropas em marcha e a coluna móvel, a partir dos dias 29 e 30 de abril.
A coluna de sobrevoo realizou um voo de treino sobre os céus de Moscou em 3 de maio de 2014.  Todos os 69 aviões que se juntaram ao desfile participaram, e o ensaio foi muito elogiado por moscovitas e turistas. Um último treino  noturno foi realizado em 5 de maio na Praça Vermelha. E em 7 de maio, apesar do tempo frio no início daquele dia, um último ensaio de desfile foi realizado naquela manhã às 10h, horário de Moscou, com o General do Exército Shoigu inspecionando e com o Coronel General Salyukov liderando os contingentes, assim como eles teriam feito no desfile real.

## Ordem completa do desfile

### Bandas Militares
- Bandas Militares em Massa das Forças Armadas sob a direção do Diretor Sênior de Música do Serviço de Bandas Militares das Forças Armadas da Federação Russa, Tenente General Valery Khalilov
- Corpo de Tambores da Escola Militar de Música de Moscou

### Coluna de infantaria
- 154º Regimento de Comandantes Independentes de Preobrazhensky, Guarda de Cor e Companhia de Guardas de Honra do 1º Batalhão de Guardas de Honra, 154º PICR
- Batalhão de Escolta de Cavalaria Presidencial, Regimento do Kremlin
- Escola Militar Suvorov (primeira aparição para a filial de Tver)
- Escola Naval Nakhimov
- Corpo de Cadetes da Marinha de Kronstadt
- Corpo de Cadetes Cossacos de Aksanskiy
- Academia de Armas Combinadas das Forças Armadas da Federação Russa
- Universidade Militar do Ministério da Defesa da Federação Russa
- Academia Militar de Segurança Material e Técnica "General do Exército A. V. Khrulev"
- Academia da Força Aérea Zhukovsky – Gagarin
- Instituto Militar Naval do Báltico "Almirante Fiodor Ushakov"
- 382º Batalhão de Fuzileiros Navais Independentes da Frota do Mar Negro
- 336ª Brigada de Infantaria Naval de Guardas da Frota do Báltico
- Academia Espacial Militar "Alexander Mozhaysky"
- Academia Militar das Forças de Mísseis Estratégicos de Pedro, o Grande
- Escola Superior de Comando Aerotransportado da Guarda Riazã "General do Exército Vasily Margelov"
- 98ª Divisão Aerotransportada de Guardas
- 1ª Brigada Costeira NBC
- 9º Regimento de Descarte Químico
- 29ª e 38ª Brigadas Ferroviárias Independentes das Tropas Ferroviárias Russas
- 16ª Brigada Spetsnaz do Distrito Militar Ocidental
- ODON Ind. Divisão de Tropas Internas Motorizadas do Ministério de Assuntos Internos da Federação Russa "Felix Dzerzhinsky"
- Academia de Defesa Civil do Ministério de Situações de Emergência
- Instituto Militar de Moscou do Serviço Federal de Fronteiras da Federação Russa "Conselho Municipal de Moscou"
- 2ª Divisão de Rifles Motorizados de Guardas Tamanskaya "Mikhail Kalinin"
- 4ª Divisão de Tanques de Guardas "Iúri Andropov"
- Universidade Técnica Militar da Agência Federal de Construção Especial
- Escola de Treinamento de Alto Comando Militar de Moscou

### Coluna Móvel
- GAZ Tigr
- BTR-80 e BTR-82A
- Veículo blindado de transporte de pessoal Typhoon-K
- T-90A
- Caça-tanques 9P157-2 Khrizantema-S
- 2S19 Msta-S
- 9K37 Buk-M2
- 9K330 Tor-M2U
- S-400 Triunfo
- Pantsir-S1
- 9K720 Iskander
- RS-24 Yars

### Coluna aérea
- Mil Mi-26
- Mi-8
- Mil Mi-24
- Mil Mi-28
- Mil Mi-35
- Kamov Ka-52
- Mikoyan MiG-29
- Sukhoi Su-24
- Sukhoi Su-34
- Sukhoi Su-27
- Mikoyan MiG-31
- Ilyushin Il-76
- Ilyushin Il-78
- Tupolev Tu-22M3
- Tupolev Tu-95
- Tupolev Tu-160
- Beriev A-50
- Sukhoi Su-25
- Antonov An-124
- Antonov An-22
- Yakovlev Yak-130

## Música
Procissão de bandeiras, revisão e endereço
- Guerra Sagrada (Священная Война) por Alexander Alexanderov
- Marcha Triunfal Solene (Торжественно-Триумфальный Марш) por Valery Khalilov
- Marcha do Regimento Preobrazhensky (Марш Преображенского Полка)
- Marcha Lenta das Escolas de Oficiais (Встречный Марш офицерских училищ) por Semyon Tchernetsky
- Marcha lenta para carregar a bandeira de guerra (Встречный Марш для выноса Боевого Знамени) por Dmitriy Valentinovich Kadeyev
- Marcha Lenta dos Guardas da Marinha (Гвардейский Встречный Марш Военно-Морского Флота) por Nikolai Pavlocich Ivanov-Radkevich
- Marcha Lenta (Встречный Марш) por Evgeny Aksyonov
- Glória (Славься) por Mikhail Glinka
- Fanfarra de desfile Todos Ouçam! (Парадная Фанфара “Слушайте все!”) por Andrei Golovin
- Hino Nacional da Federação Russa (Государственный Гимн Российской Федерации) por Alexander Alexandrov
- Retiro de Sinal (Сигнал “Отбой”)

Coluna de Infantaria
- Marcha General Miloradovich (Марш “Генерал Милорадович”) por Valery Khalilov
- Triunfo dos Vencedores (Триумф Победителей)
- Em Defesa da Pátria (В защиту Родины) por Viktor Sergeyevich Runov
- Nós Somos o Exército do Povo (Мы Армия Народа) por Georgy Viktorovich Mavsesya
- Marcha Aérea (Авиамарш) por Yuliy Abramovich Khait
- Lendária Sevastopol (Легендарный Севастополь) por Bano Muradeli
- A Tripulação é uma família (Экипаж - одна семья) por Viktor Vasilyevich Pleshak
- Marcha dos Cosmonautas/Amigos, eu acredito (Марш Космонавтов /Я верю, друзья) por Oskar Borisovich Feltsman
- Marcha de Artilharia (Марш Артиллеристов) por Tikhon Khrennikov
- Precisamos de uma vitória (Нам Нужна Одна Победа) por Bulat Shalvovich Okudzhava
- Servir à Rússia (Служить России) por Eduard Cemyonovich Khanok
- Som sobre a Juventude Alarmante (Песня о тревожной молодости) por Alexandera Pakhmutova
- March Platz (Марш “Плац”) por Valery Khalilov
- Em Guarda pela Paz (На страже Мира) por Boris Alexanderovich Diev
- Balada de um Soldado (Баллада о Солдате) por Vasily Pavlovich Solovyov-Sedoy
- V Put (В Путь) por Vasily Pavlovich Solovyov-Sedoy
- Dia da Vitória (День Победы) por David Fyodorovich Tukhmanov

Coluna Móvel
- Marcha General Miloradovich (Марш “Генерал Милорадович”) por Valery Khalilov
- Invencível e Lendário (Несокрушимая и легендарная) por Alexander Alexandrov
- Lendária Sevastopol (Легендарный Севастополь) por Bano Muradeli
- Marcha Herói (Марш “Герой”)
- Março Três Tanquistas (Марш “Три Танкиста”) por Irmãos Pokrass
- Marcha dos Tanquistas Soviéticos (Марш сове́тских танки́стов) por Irmãos Pokrass
- Marcha Vitória (Марш “Победа”) por Albert Mikhailovich Arutyunov
- Katyusha (Катюша) por Matvey Blanter
- Marcha de Artilharia (Марш Артиллеристов) por Tikhon Khrennikov
- Viva o nosso Estado (Да здравствует наша держава) por Boris Alexandrov

Coluna aérea
- Marcha Aérea (Авиамарш) por Yuliy Abramovich Khait
- Marcha Aviões – Primeiro de tudo (Марш “Первым делом самолёты”) por Vasili-Solovyov-Sedoi
- Marcha Aérea (Авиамарш) por Yuliy Abramovich Khait

Conclusão
- Invencível e Lendário (Несокрушимая и легендарная) por Alexander Alexandrov
- A despedida da Eslava (Прощание Славянки) por Vasiliy Agapkin

## Desfiles simultâneos da Crimeia

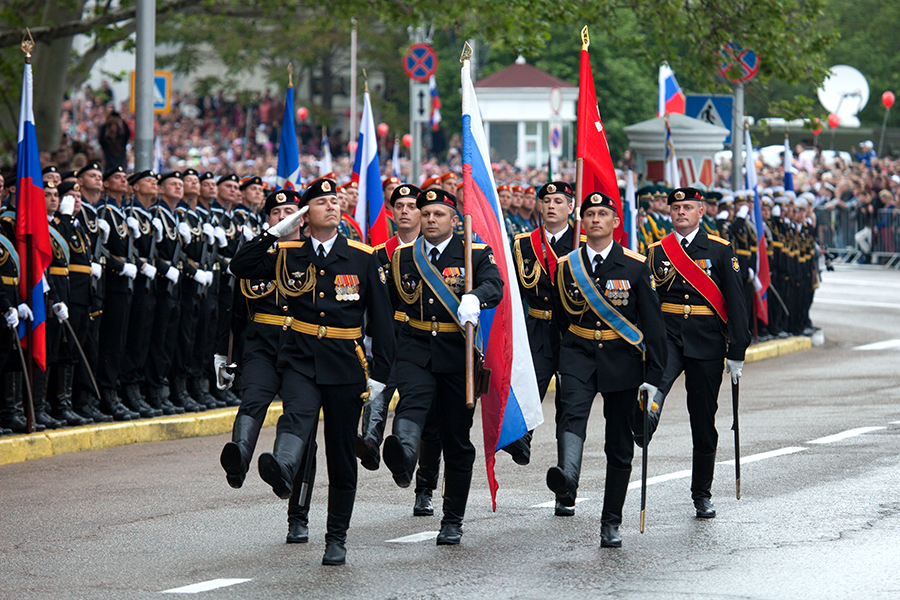
Desfile em Sebastopol.

Desfiles ocorreram em 22 grandes cidades russas e na recém-incorporada cidade federal de Sevastopol, que foi anexada pela Rússia (junto com o resto da Crimeia) em março de 2014. Sevastopol também comemorou o 70º aniversário de sua libertação da Alemanha Nazista em maio de 1944. Este ano, a Cidade Herói da Crimeia, Querche, também realizou seu primeiro desfile de feriado e também comemorou o 70º aniversário de sua libertação da Alemanha Nazista em 11 de abril de 1944. O desfile de Sevastopol viu a Frota do Mar Negro  desfilar pela primeira vez independentemente da Marinha Ucraniana.  Putin também participou de uma revisão da frota na cidade, onde fez um discurso. 
Além destas, outras 50 cidades e vilas na Rússia planejaram realizar desfiles civis/militares conjuntos em homenagem às celebrações.

## Galeria

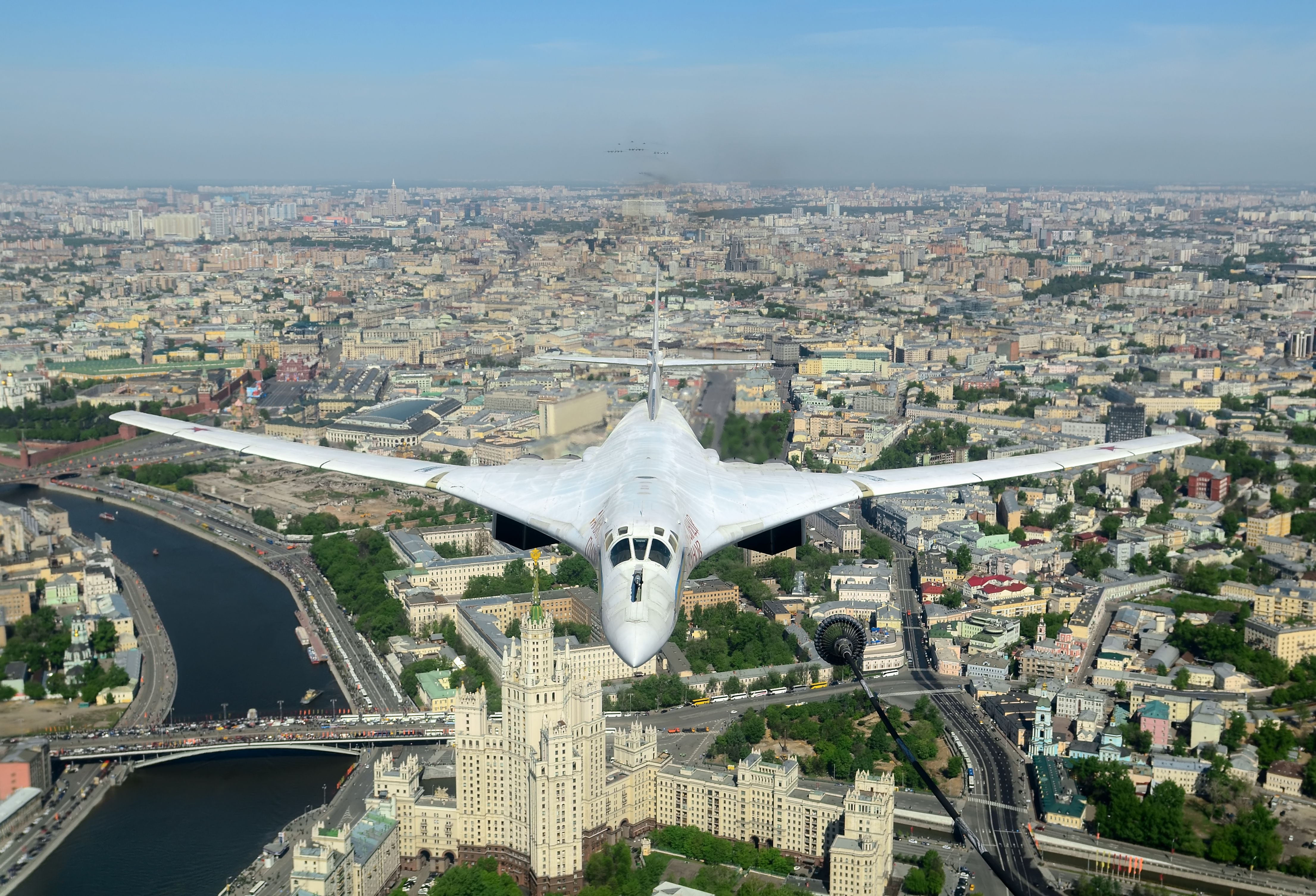
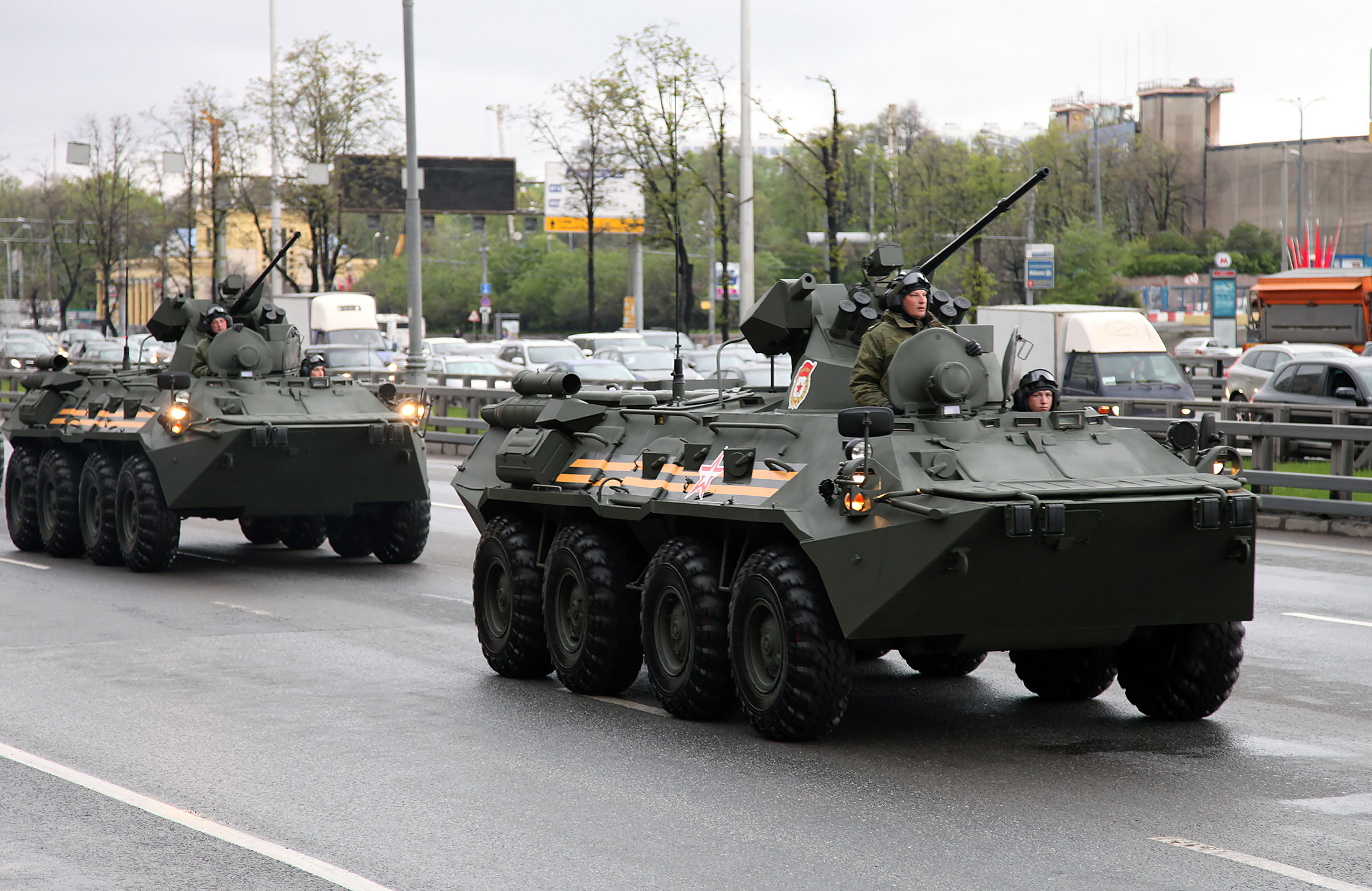
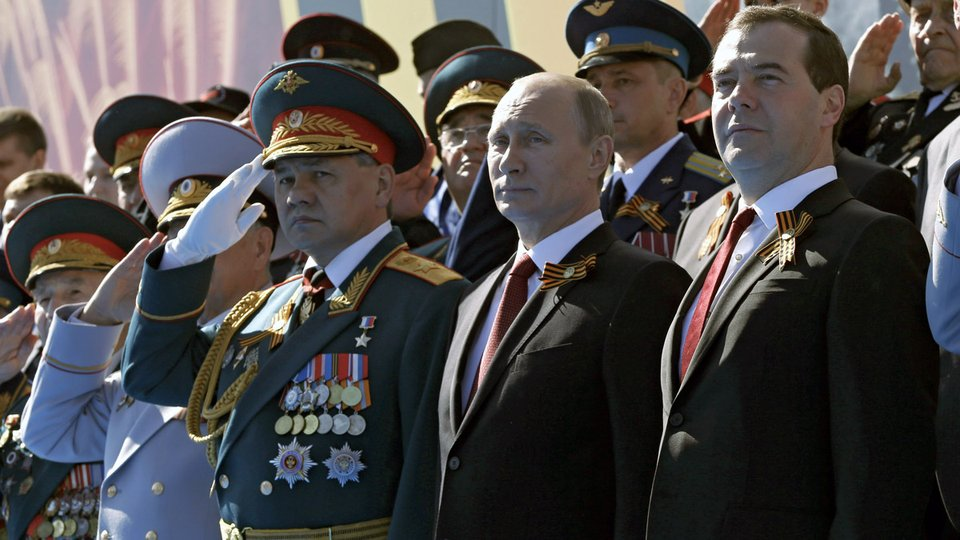
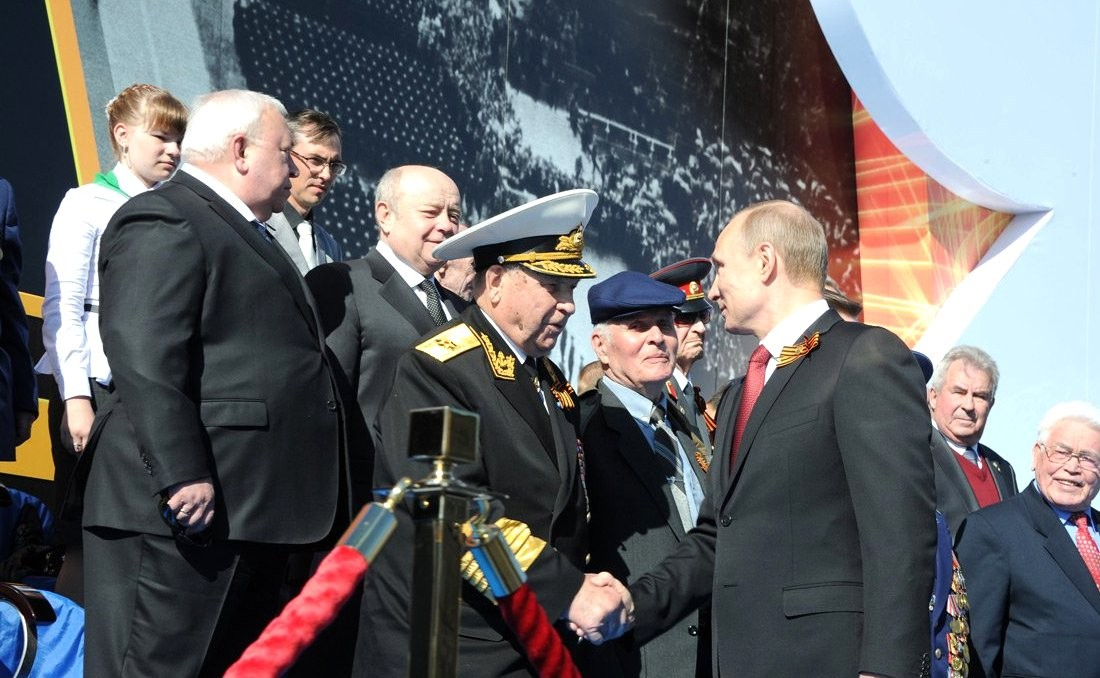
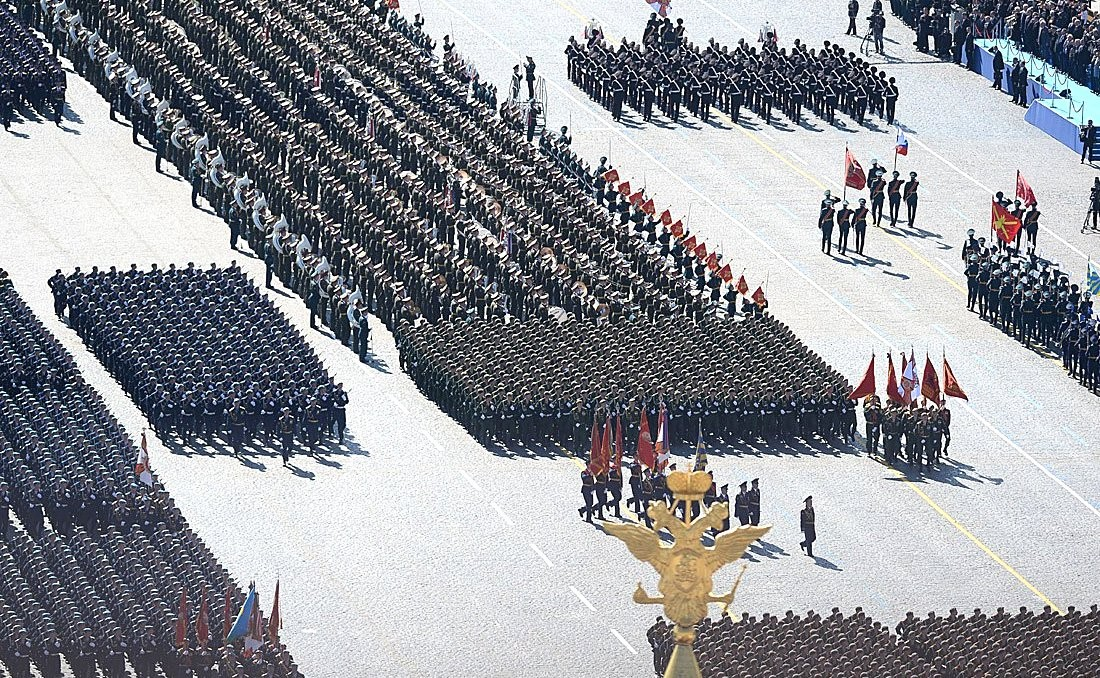
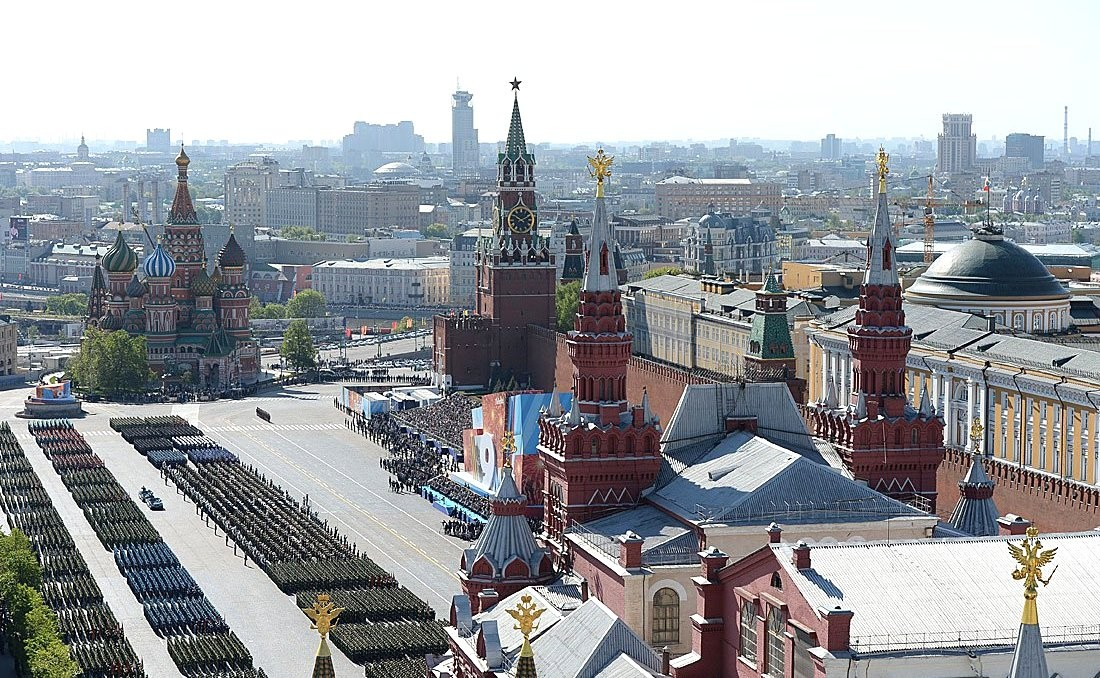
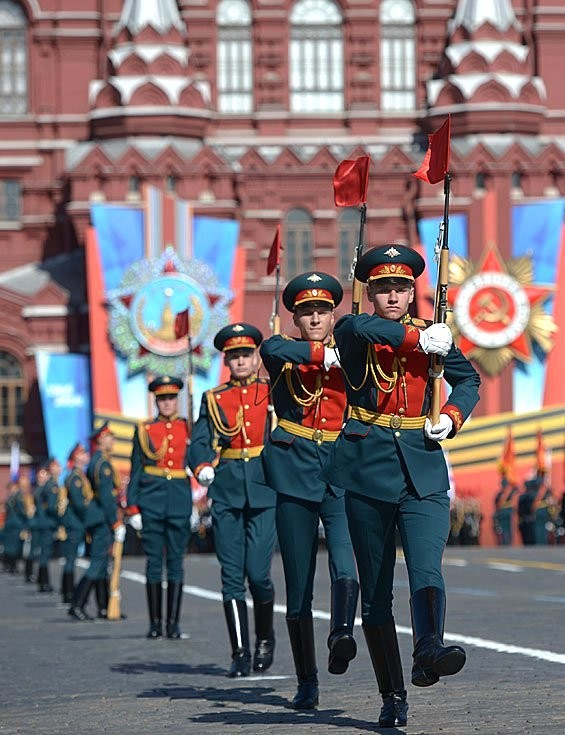
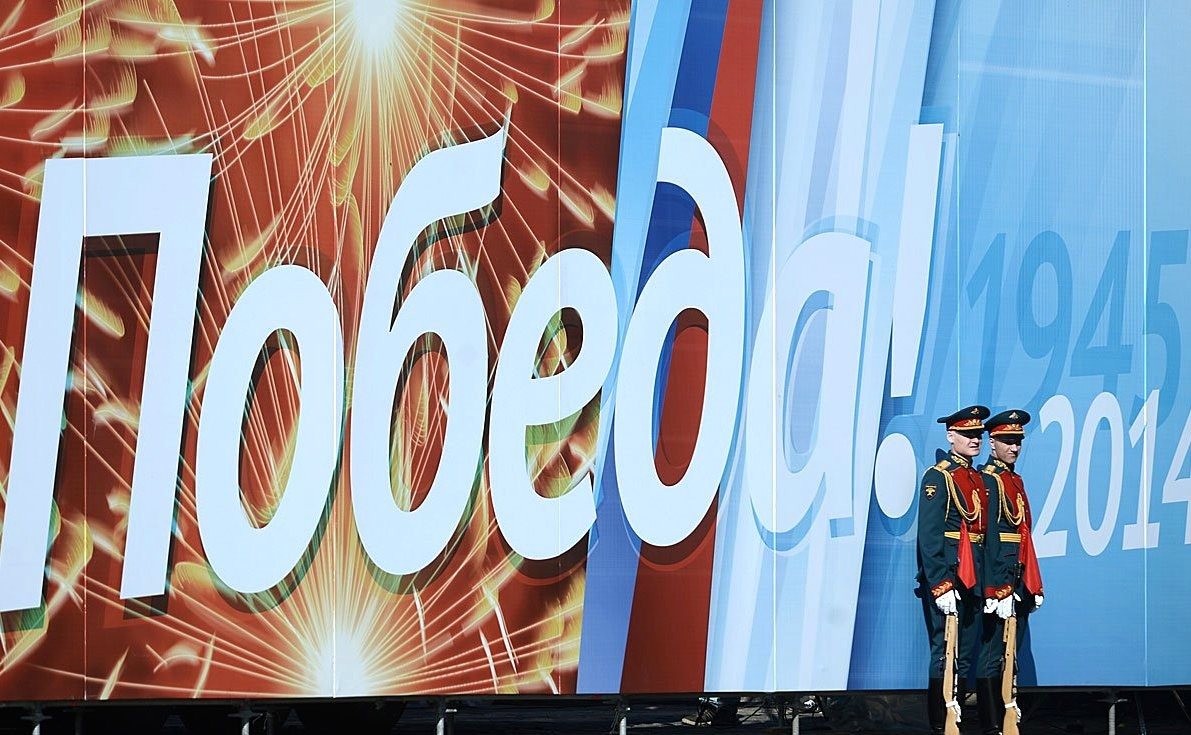
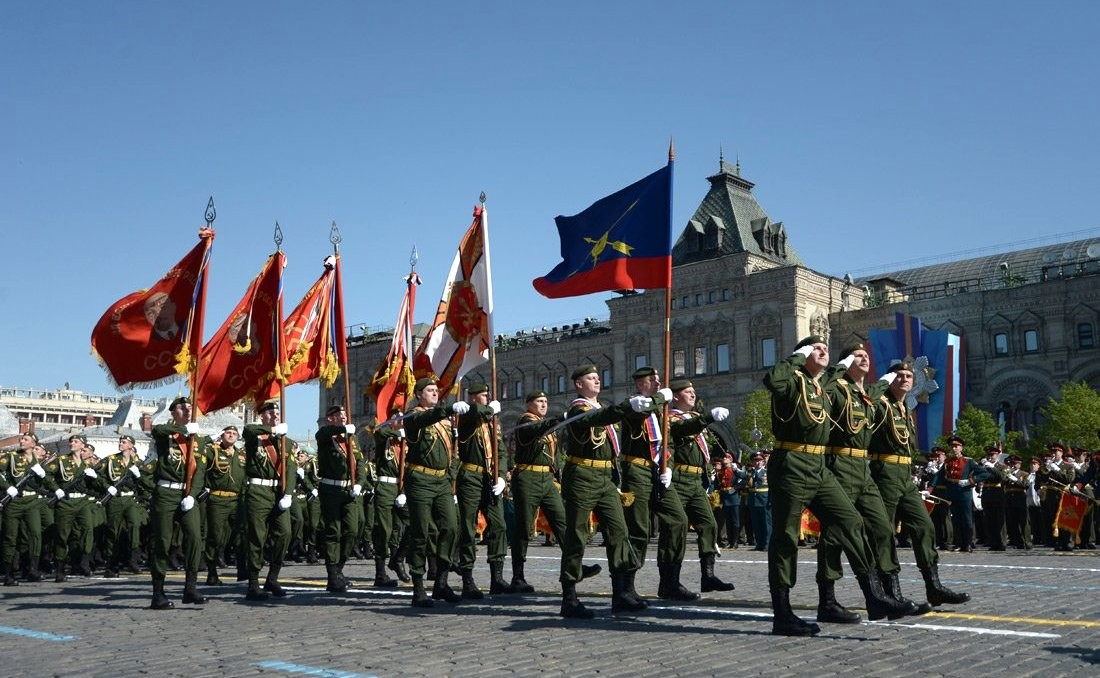
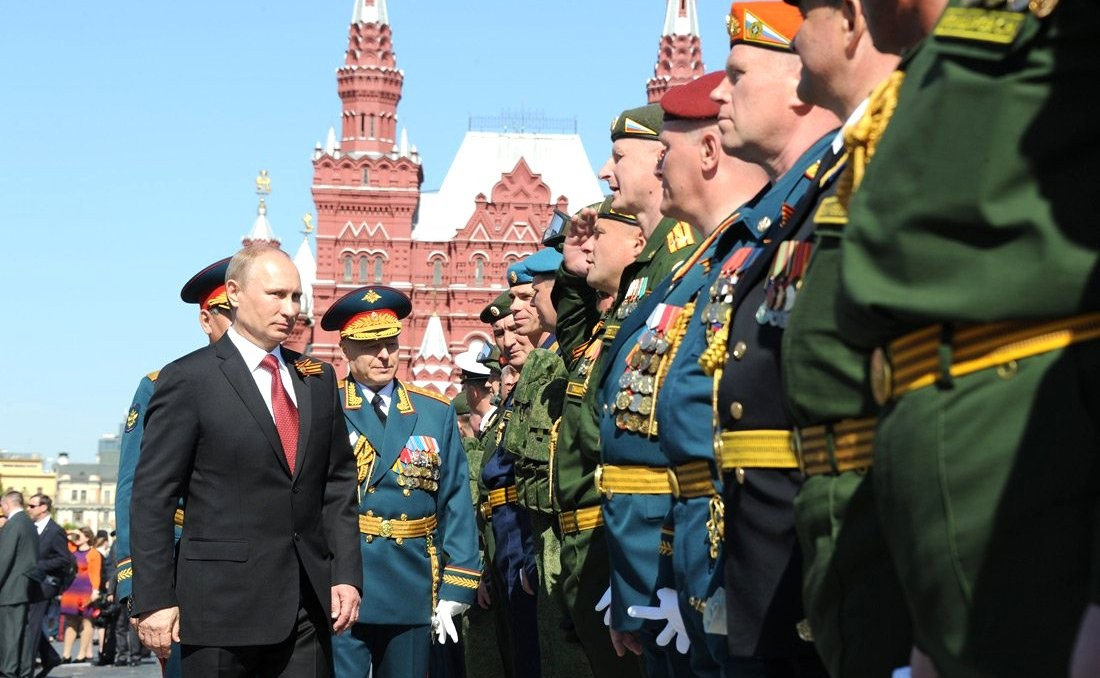
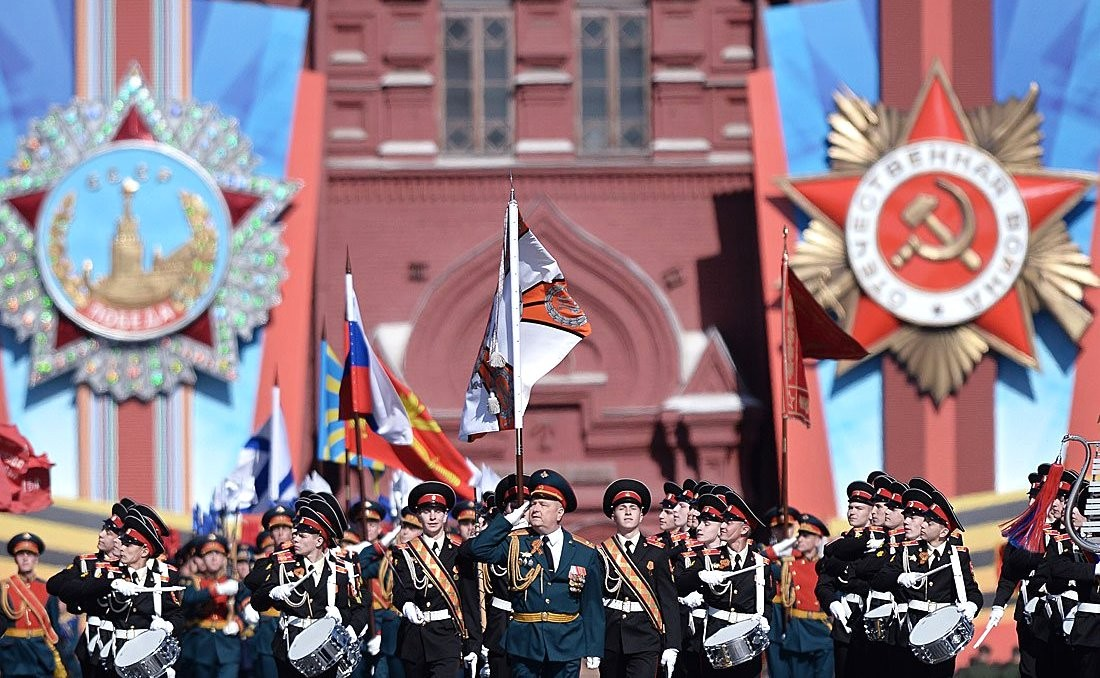
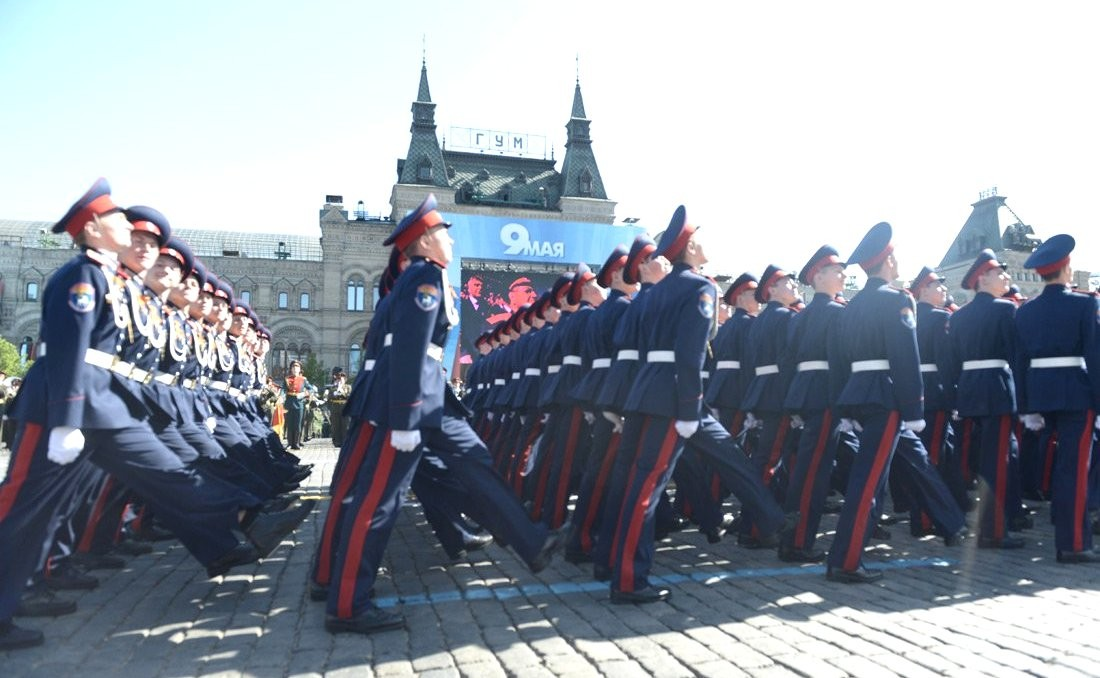
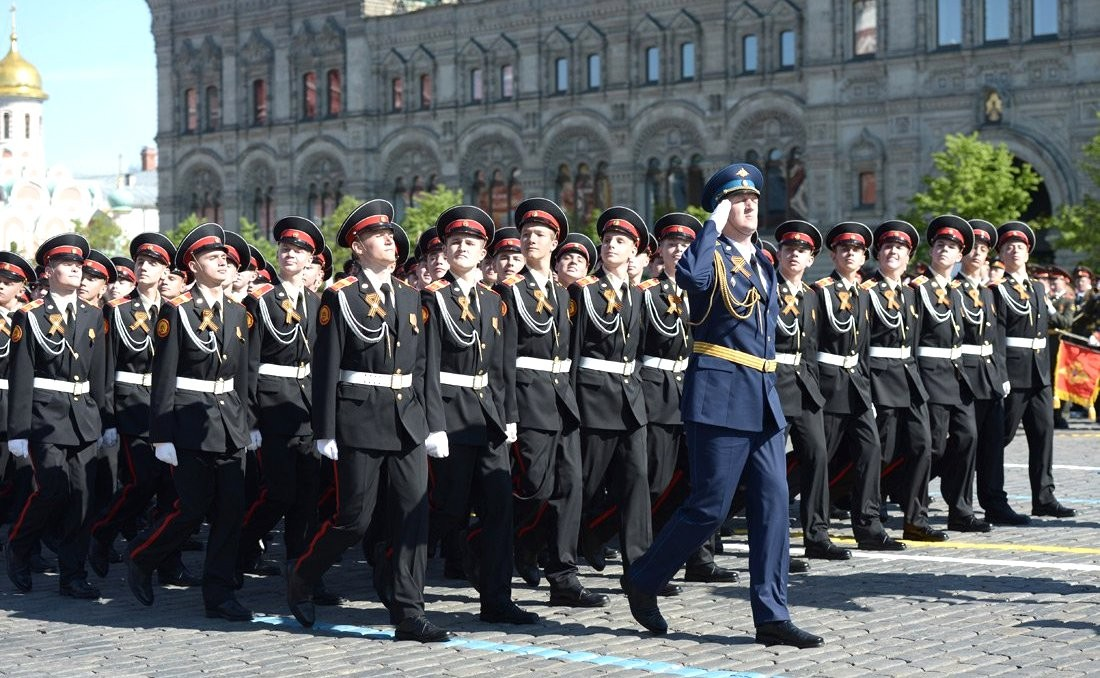
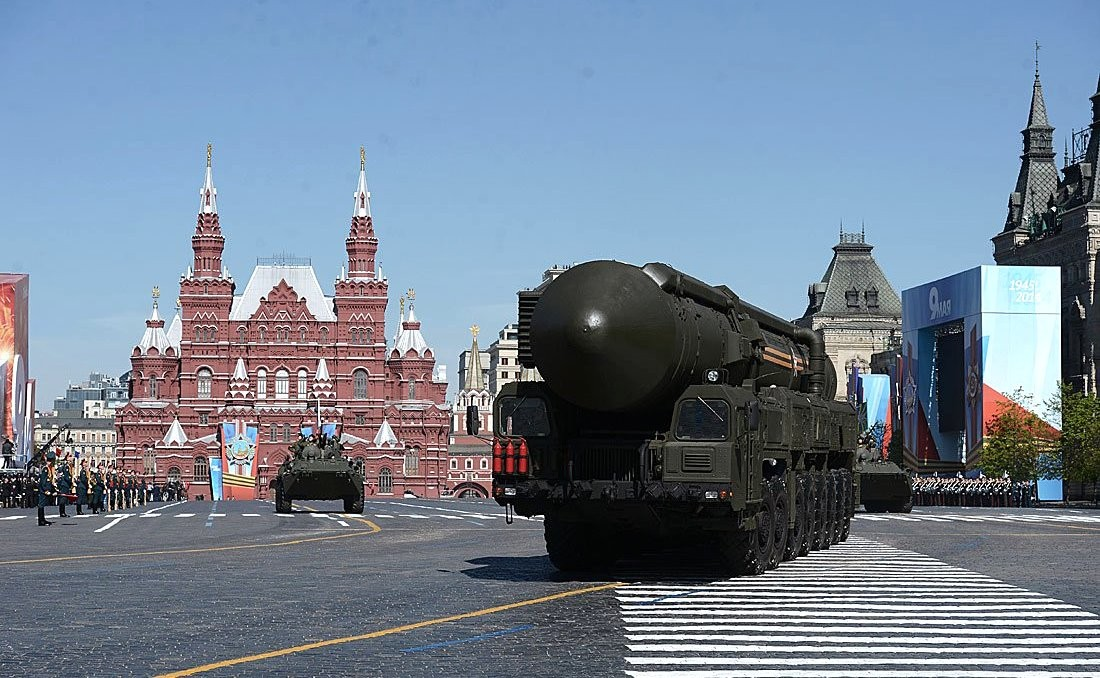
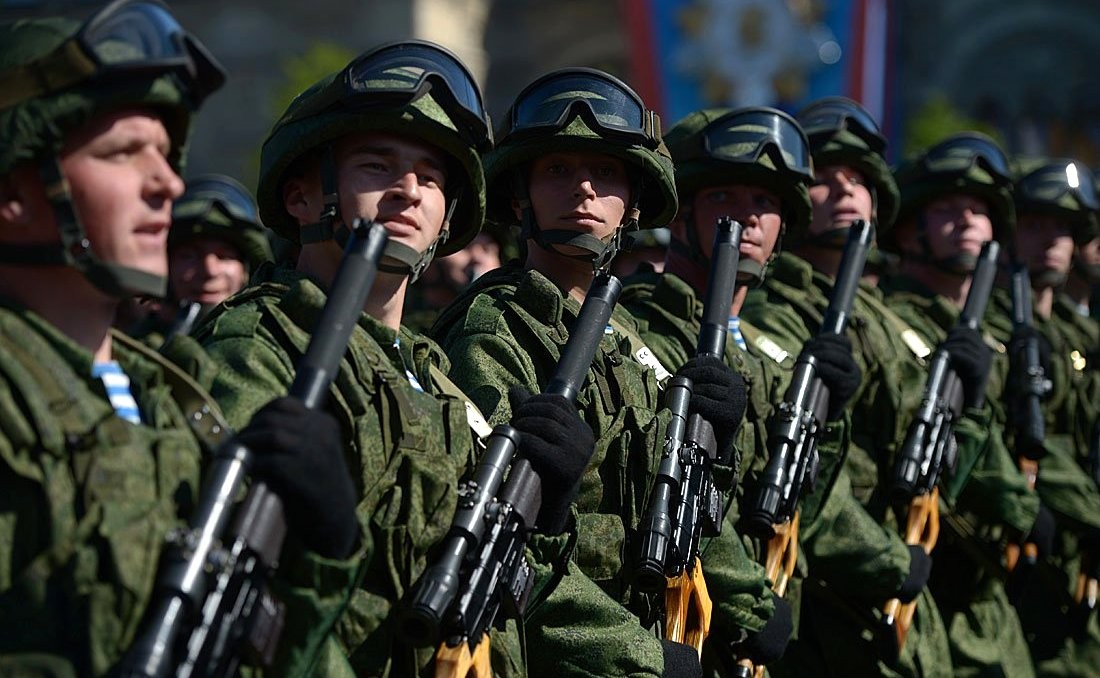
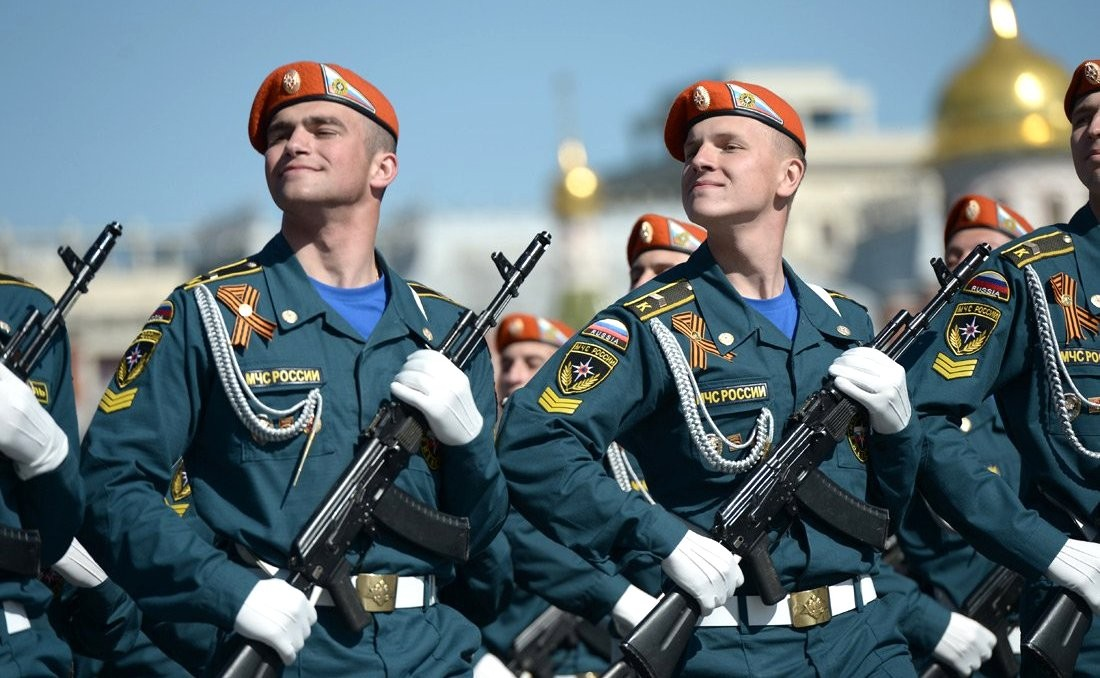
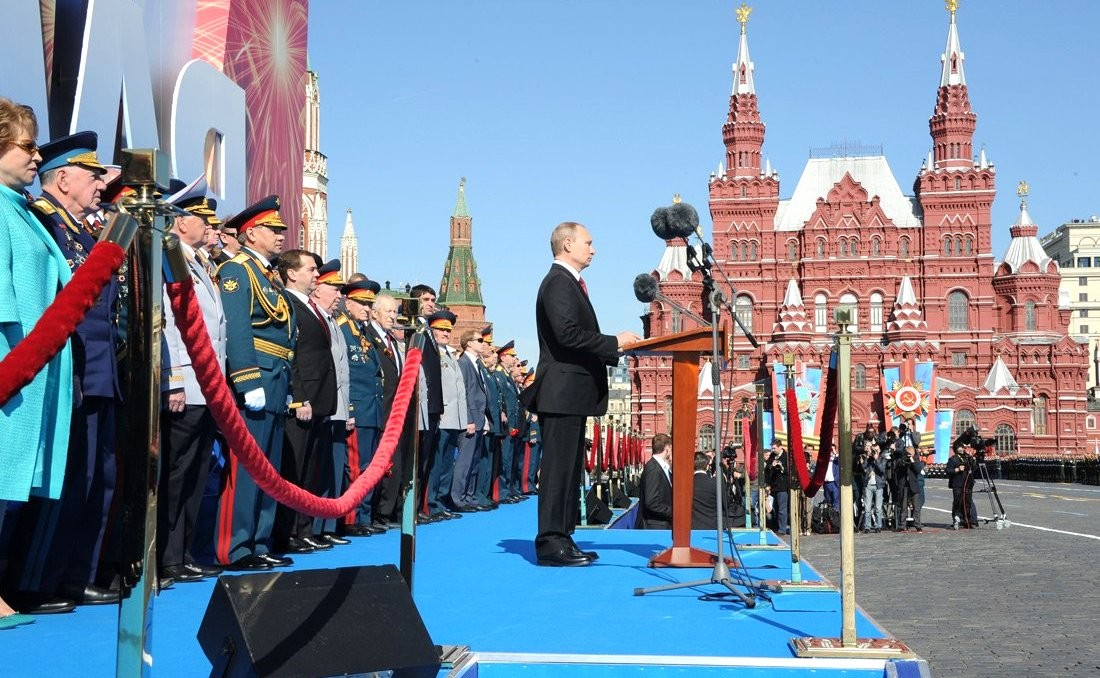
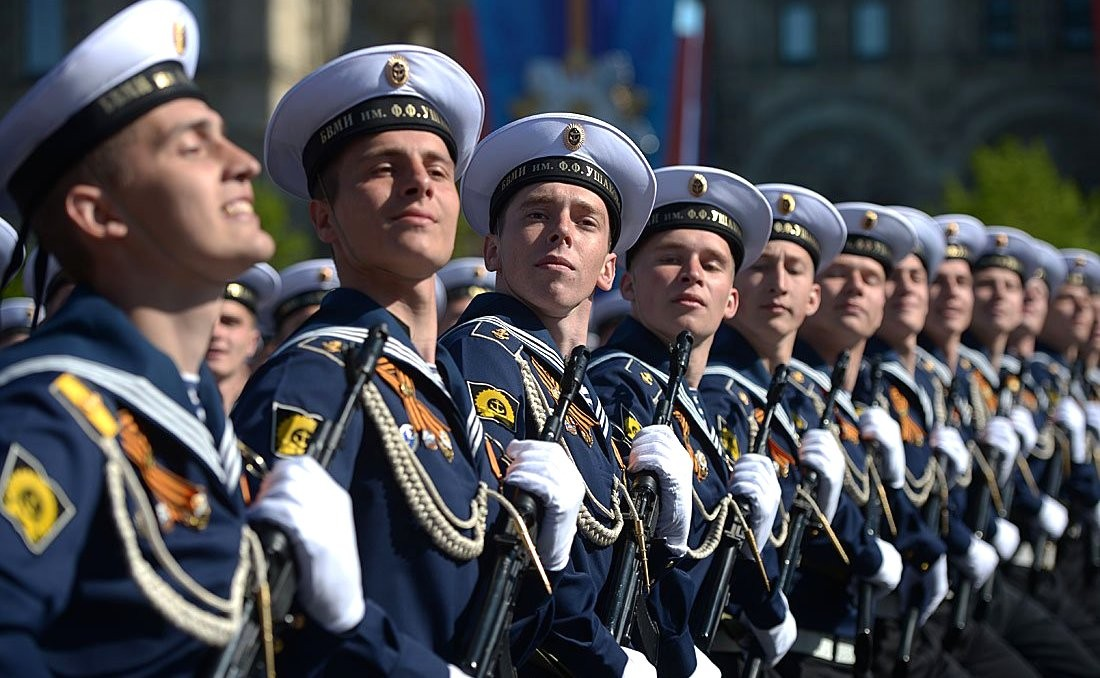
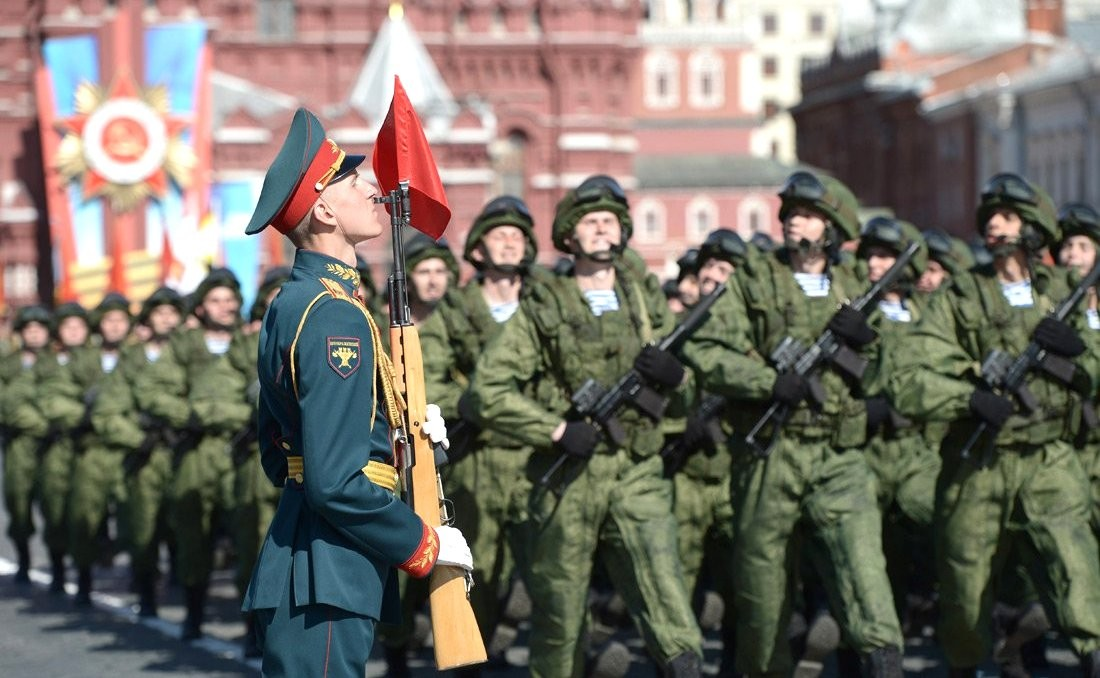
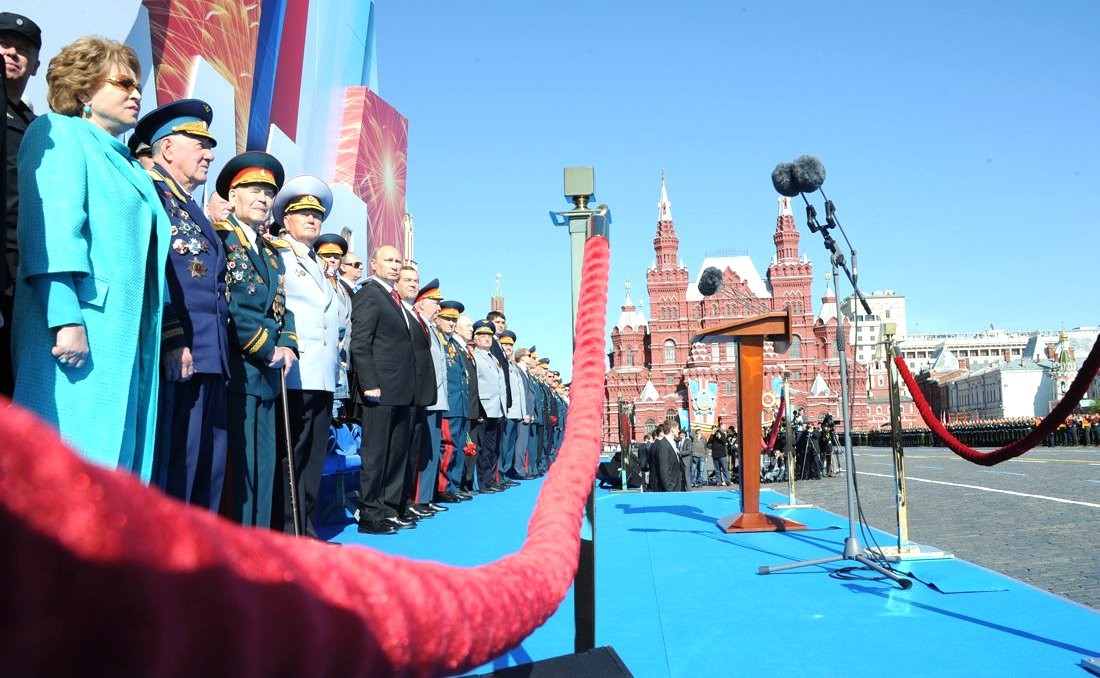
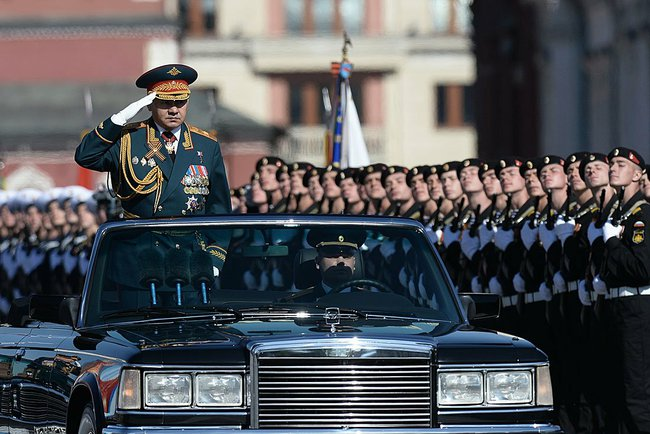
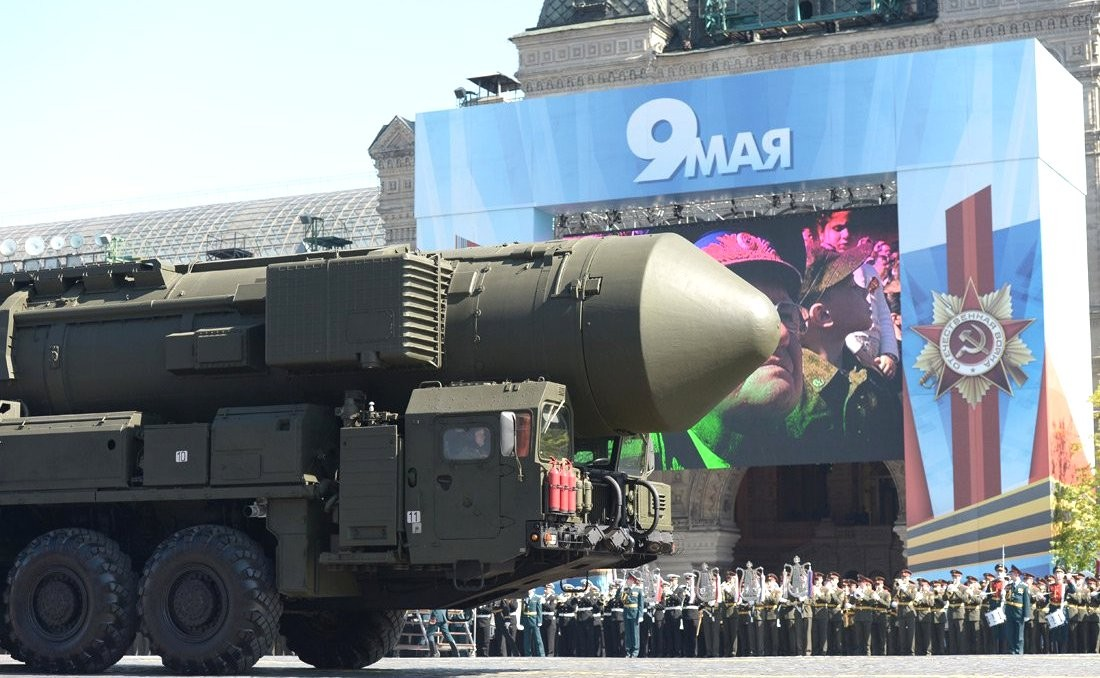